# Хитрово (Воловский район)
Хитрово — деревня в Воловском районе Липецкой области России. Входит в состав Юрского сельсовета.

## География
Деревня находится в юго-западной части Липецкой области, в лесостепной зоне, в пределах восточных отрогов Среднерусской возвышенности, на правом берегу ручья Юрской (приток реки Олым), на расстоянии примерно 14 километров (по прямой) к северу от села Волово, административного центра района. 
Уличная сеть деревни состоит из одной улицы (ул. Береговая).
Абсолютная высота — 186 метров над уровнем моря.
Климат умеренно континентальный с теплым летом и умеренно морозной зимой.
Часовой пояс
Деревня Хитрово, как и вся Липецкая область, находится в часовой зоне МСК (московское время). Смещение применяемого времени относительно UTC составляет +3:00.

## История
В октябре 1995 года переведёна из Гатищенского сельсовета того же района в состав Юрского сельсовета.

## Население
| 2010 | 2012 |
| ---- | ---- |
| 116  | ↗119 |

Гендерный состав
По данным Всероссийской переписи населения 2010 года в гендерной структуре населения мужчины составляли 53,4 %, женщины — соответственно 46,6 %.
Национальный состав
Согласно результатам переписи 2002 года, в национальной структуре населения русские составляли 94 %.

## Инфраструктура
Личное подсобное хозяйство с зоной сельскохозяйственного использования, индивидуальная застройка усадебного типа.
Основа экономики — сельское хозяйство.

## Транспорт
Автобусное сообщение с райцентром. Остановка общественного транспорта «Хитрово». 